# Аллея Счастья (Ижевск)
56°51′17″ с. ш. 53°13′15″ в. д.

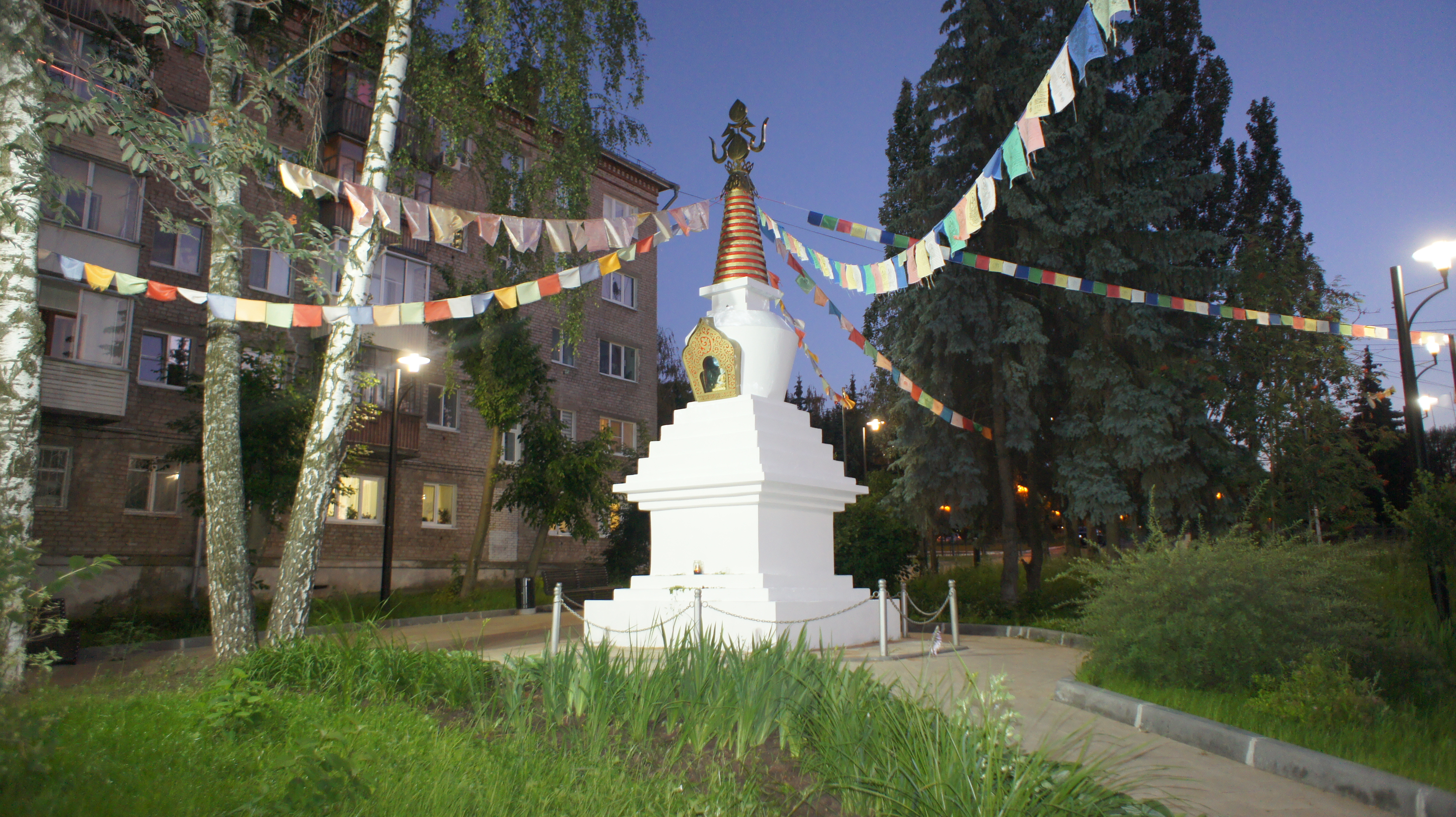
Стела «Здоровья, Счастья и Благополучия» (Ступа Лонгсал) в Аллее Счастья в сумерках

Алле́я Сча́стья — пешеходная зона и место отдыха в центральной части Ижевска. Центральным элементом аллеи является Стела «Здоровья, Счастья и Благополучия» (Ступа Лонгсал). Выполненная по канонам буддийской архитектуры, стела имеет символическое и культурное значение, многие горожане воспринимают её как источник позитивной энергии.

## История
Аллея была создана как благоустроенное пешеходное пространство в начале 2010-х годов.
В 2012 году на аллее была установлена стела «Здоровья, Счастья и Благополучия» (Ступа Лонгсал), возведённая благодаря пожертвованиям жителей Ижевска и других городов России, при участии общественного движения «21 век» и редакции газеты «Известия Удмуртской Республики».

## Реконструкция и благоустройство (2023—2024)
В 2023 году более 4,5 тысяч горожан проголосовали за благоустройство аллеи в рамках нацпроекта «Жильё и городская среда».
С 2023 года Аллея стала участником нацпроекта, а в 2024 году осуществлялось полноценное благоустройство: уложена тротуарная плитка, восстановлены велодорожки, установлены пандусы, поручни, освещение, видеонаблюдение, скамейки, урны, газоны и высажены свыше 100 саженцев на территории около 1700 м² общей площадью проекта, длина аллеи — 150 м.
К сентябрю 2024 года аллея была готова для прогулок: уложена плитка, установлены скамейки и урны, высажены деревья.

## Статус
Стела «Здоровья, Счастья и Благополучия» (Ступа Лонгсал) имеет культурное и туристическое значение как объект, отражающий межкультурное взаимодействие и привлекающий внимание к архитектурным формам, связанным с духовными традициями.
Объект включён в перечень охраняемых элементов благоустройства города Ижевска (Приложение № 2 к постановлению Администрации города Ижевска от 20 марта 2015 года № 231).

## Галерея

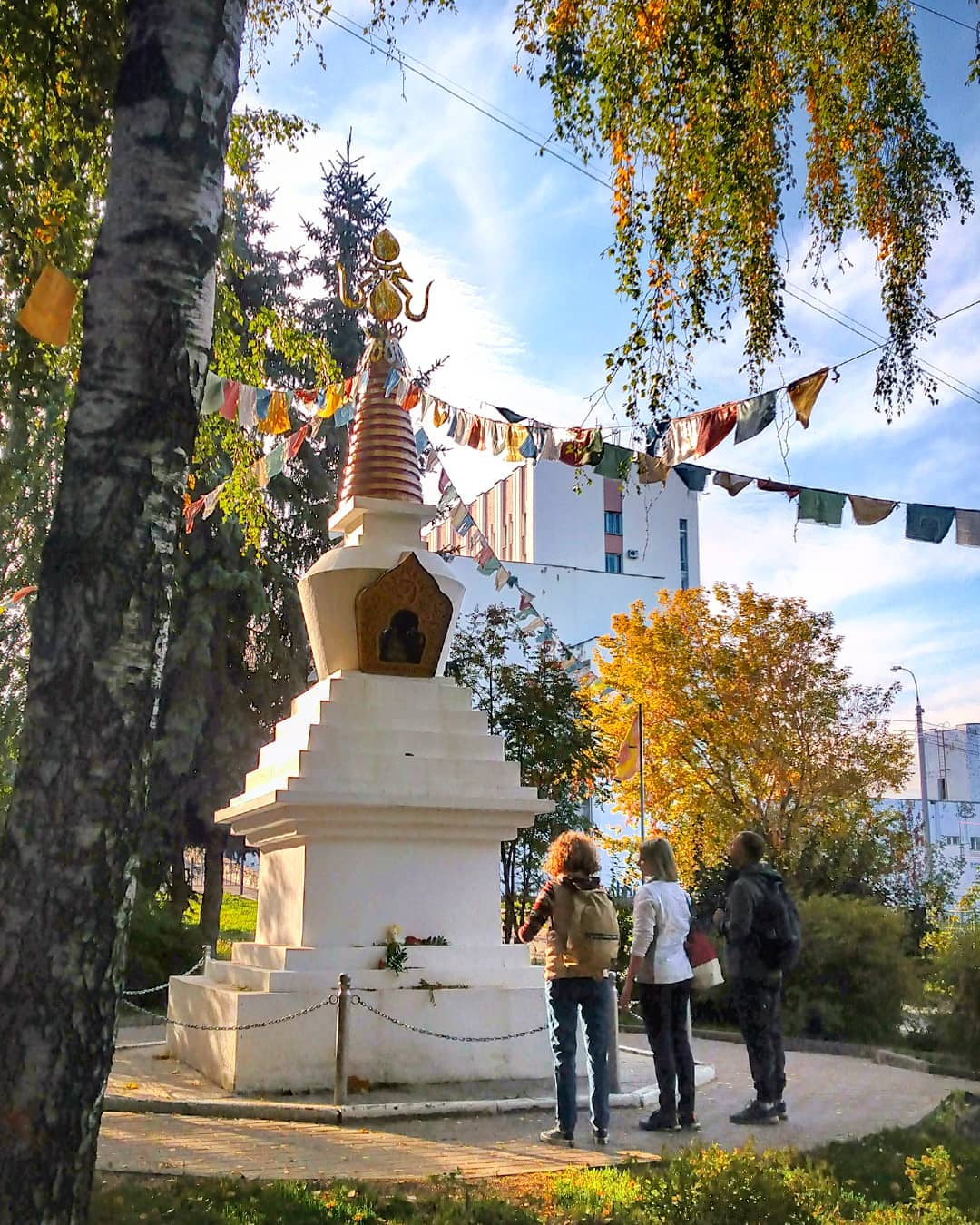
Осенний пейзаж Аллеи Счастья и Ступы Лонгсал
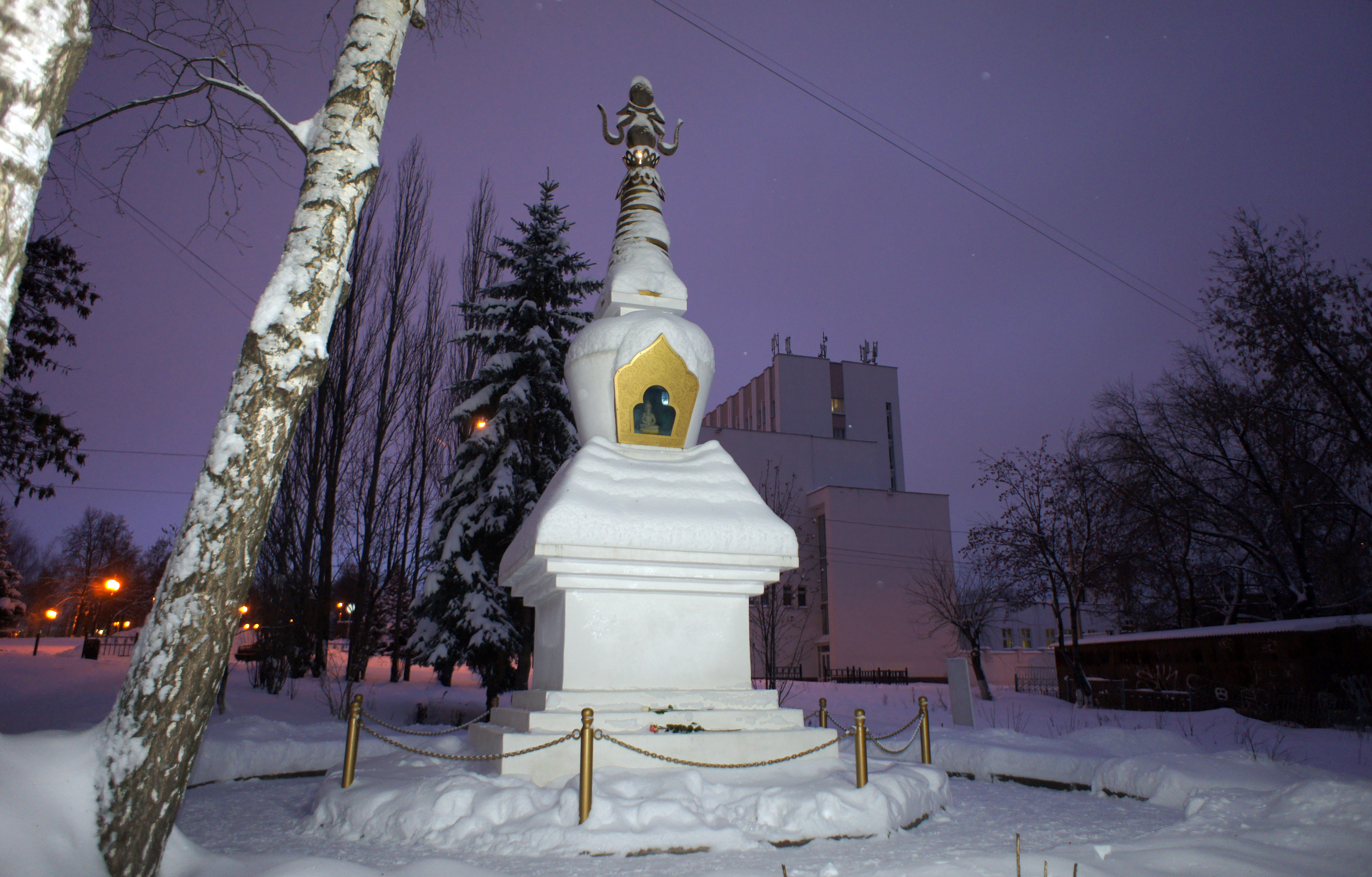
Зимний пейзаж со Ступой Лонгсал
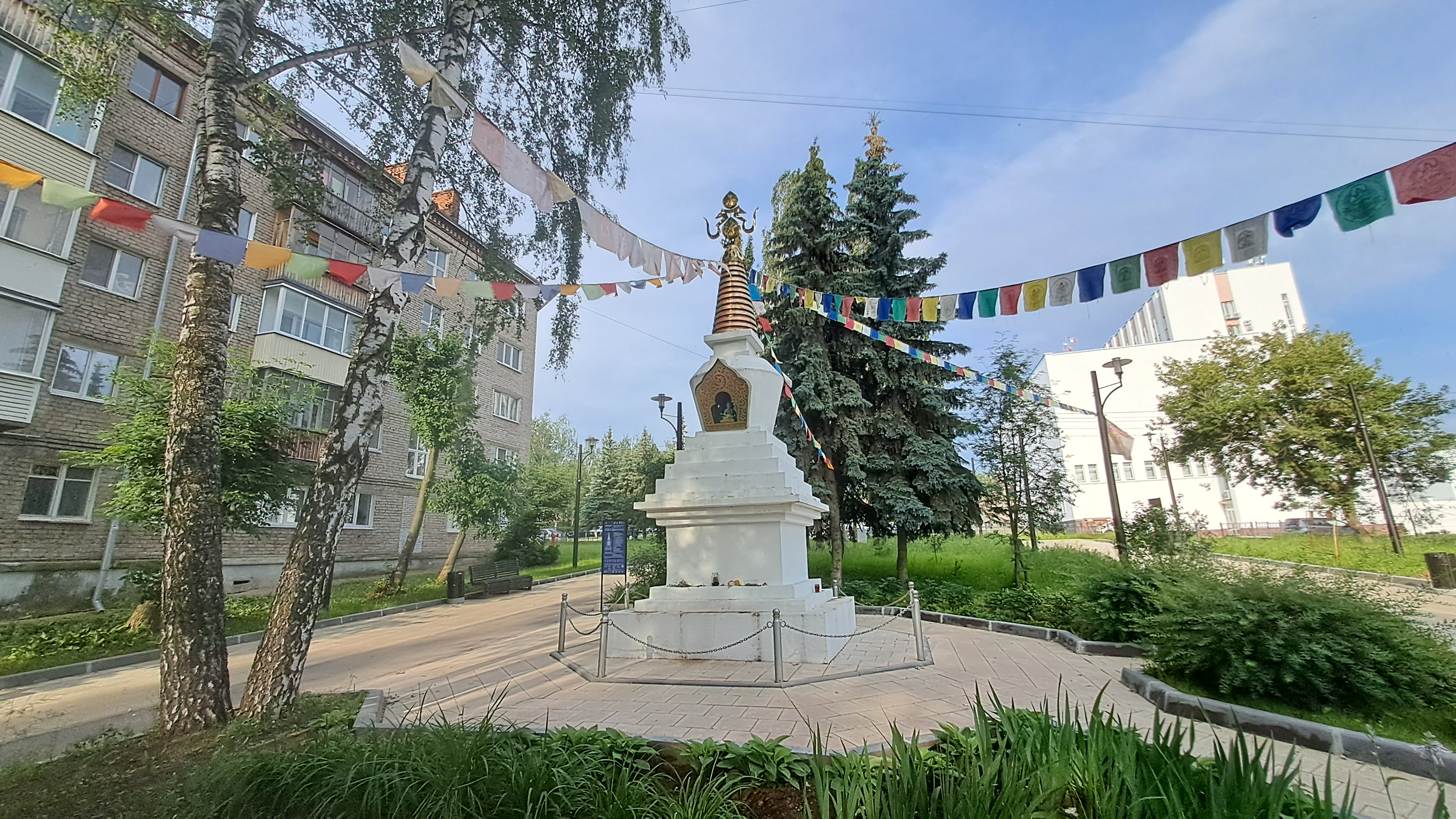
Вид на Ступу Лонгсал с центральной аллеи
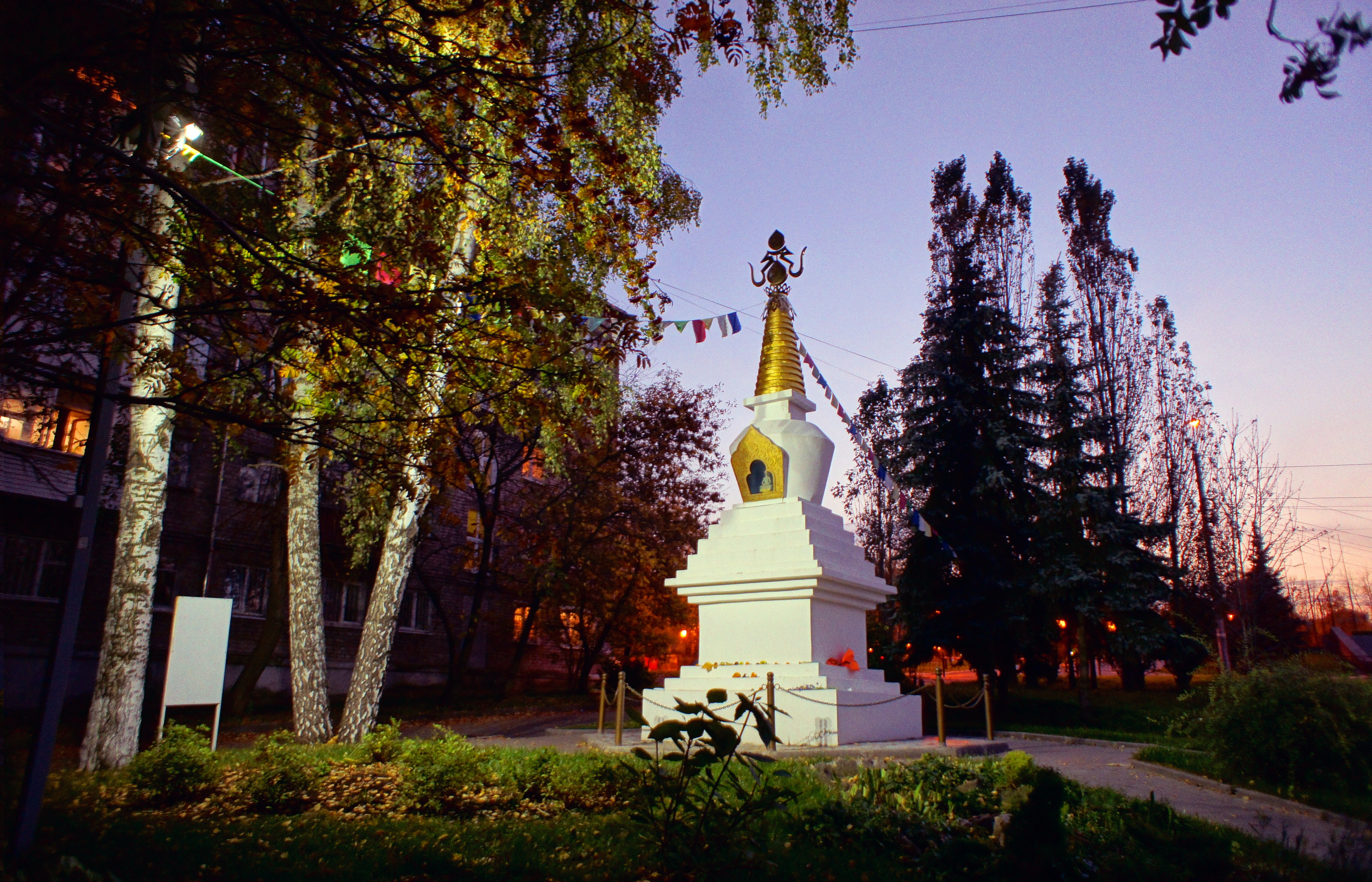
Вечерняя подсветка Ступы Лонгсал
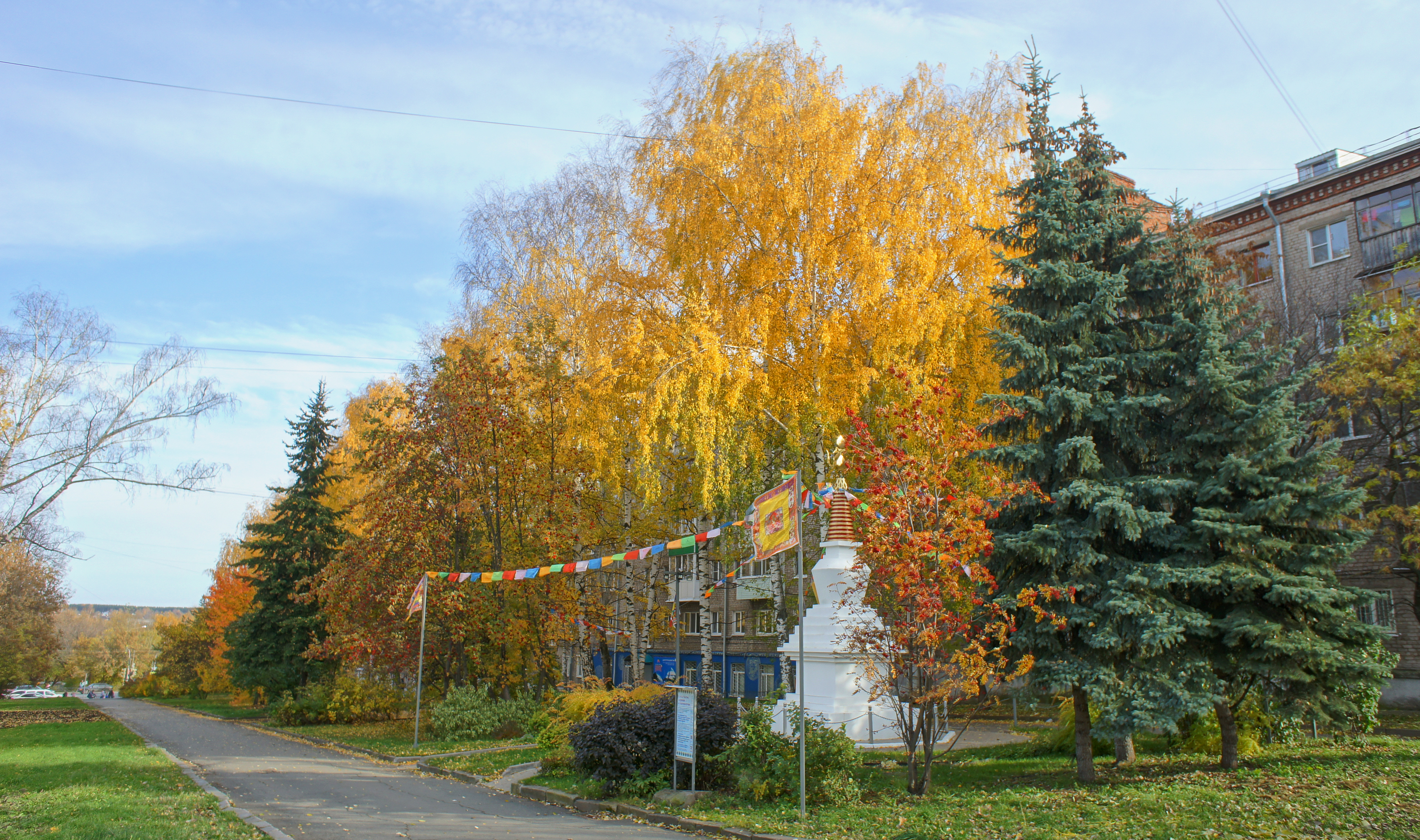
Аллея Счастья осенью
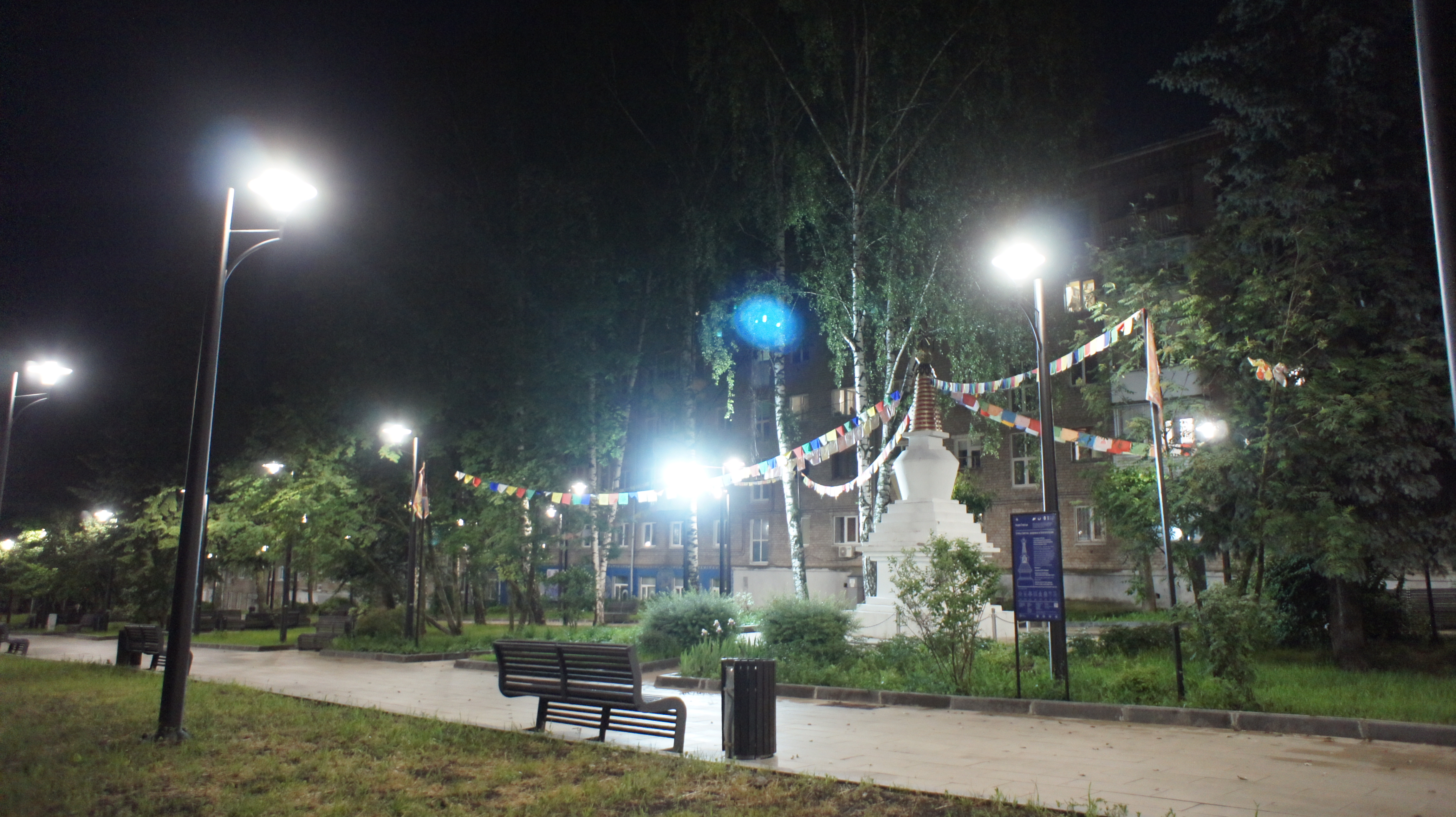
Архитектурное освещение пешеходной зоны
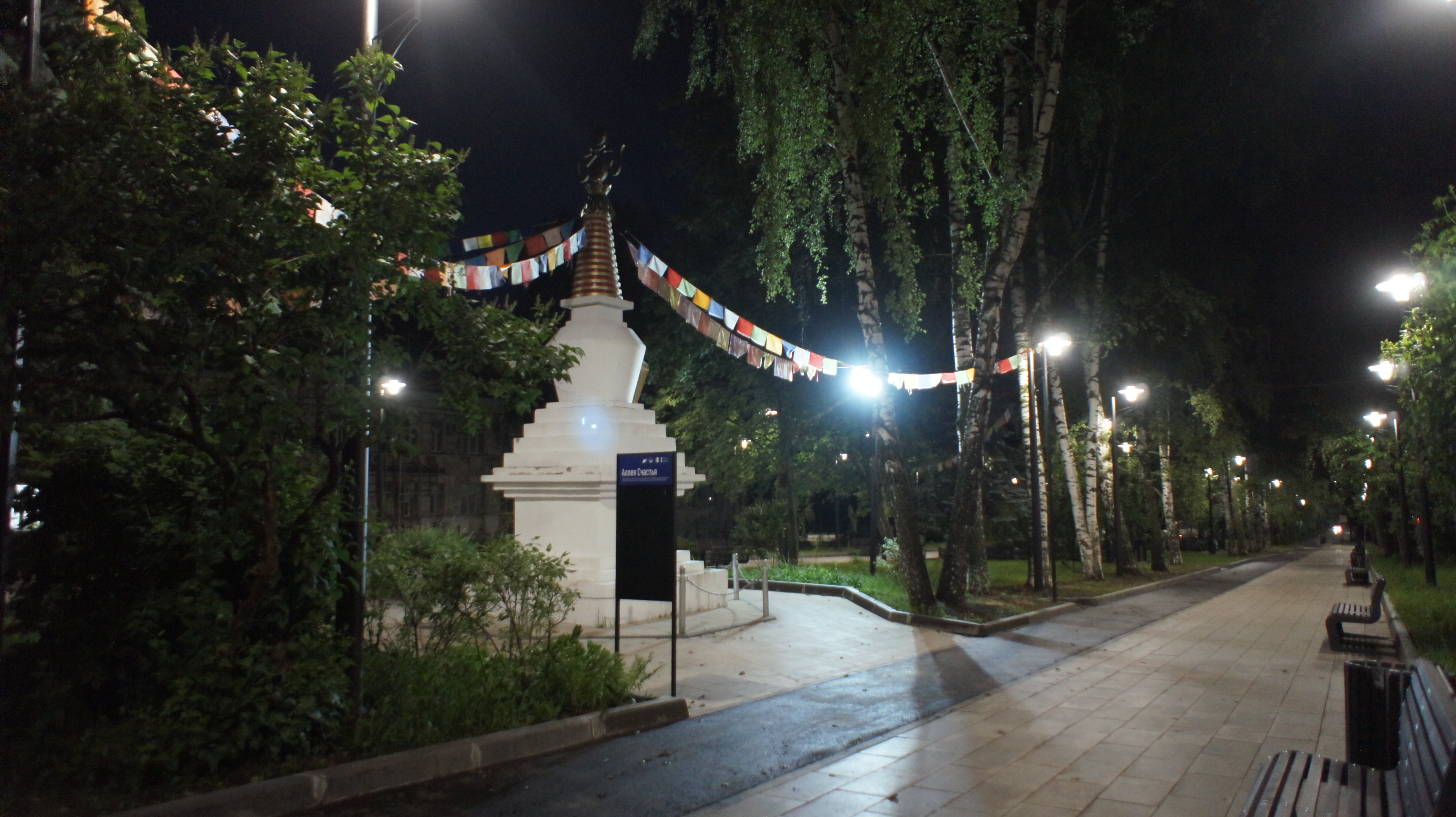
Вечерний свет на дорожке аллеи
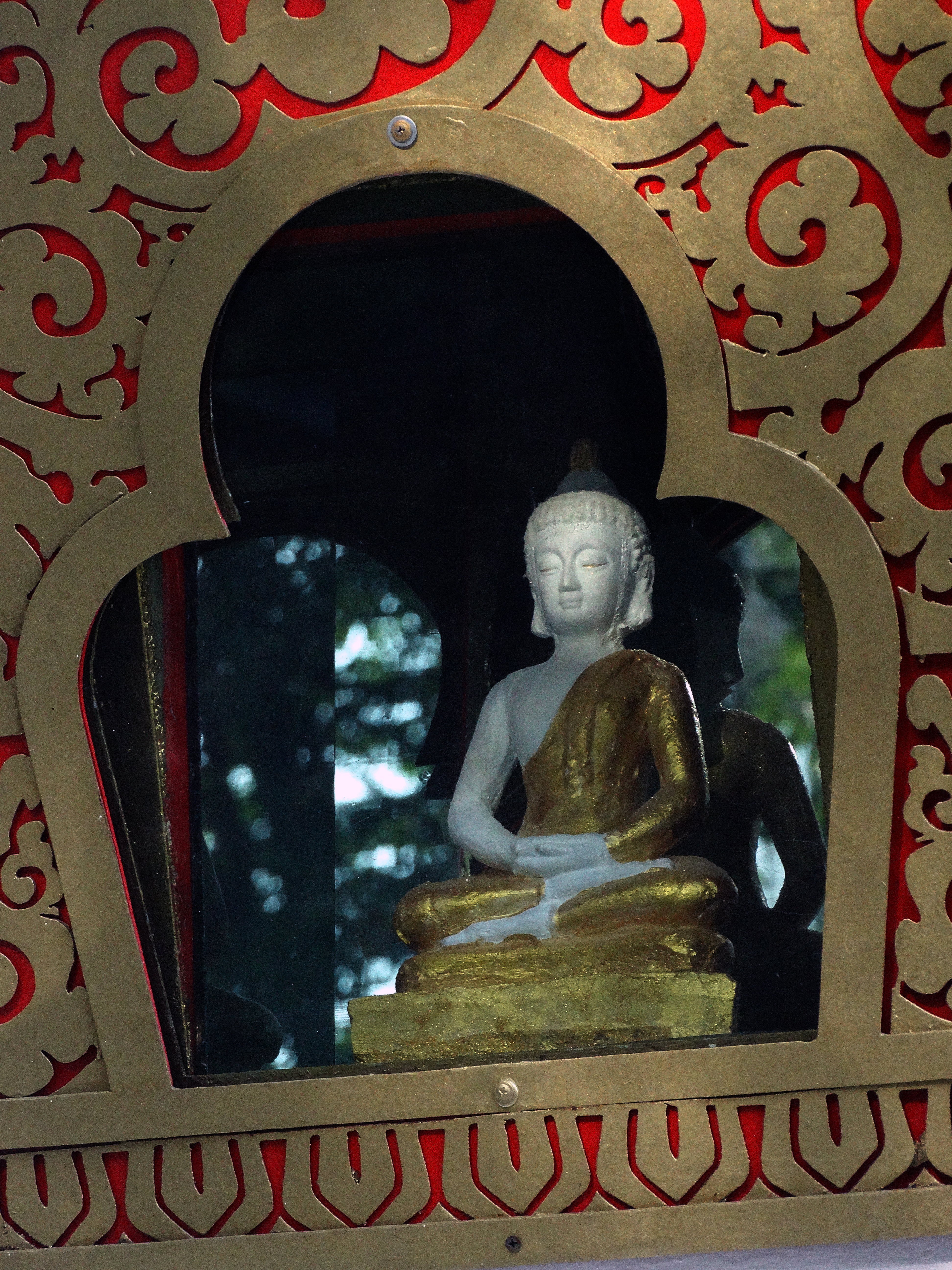
Статуя Будды. Ступа Лонгсал в Аллее Счастья
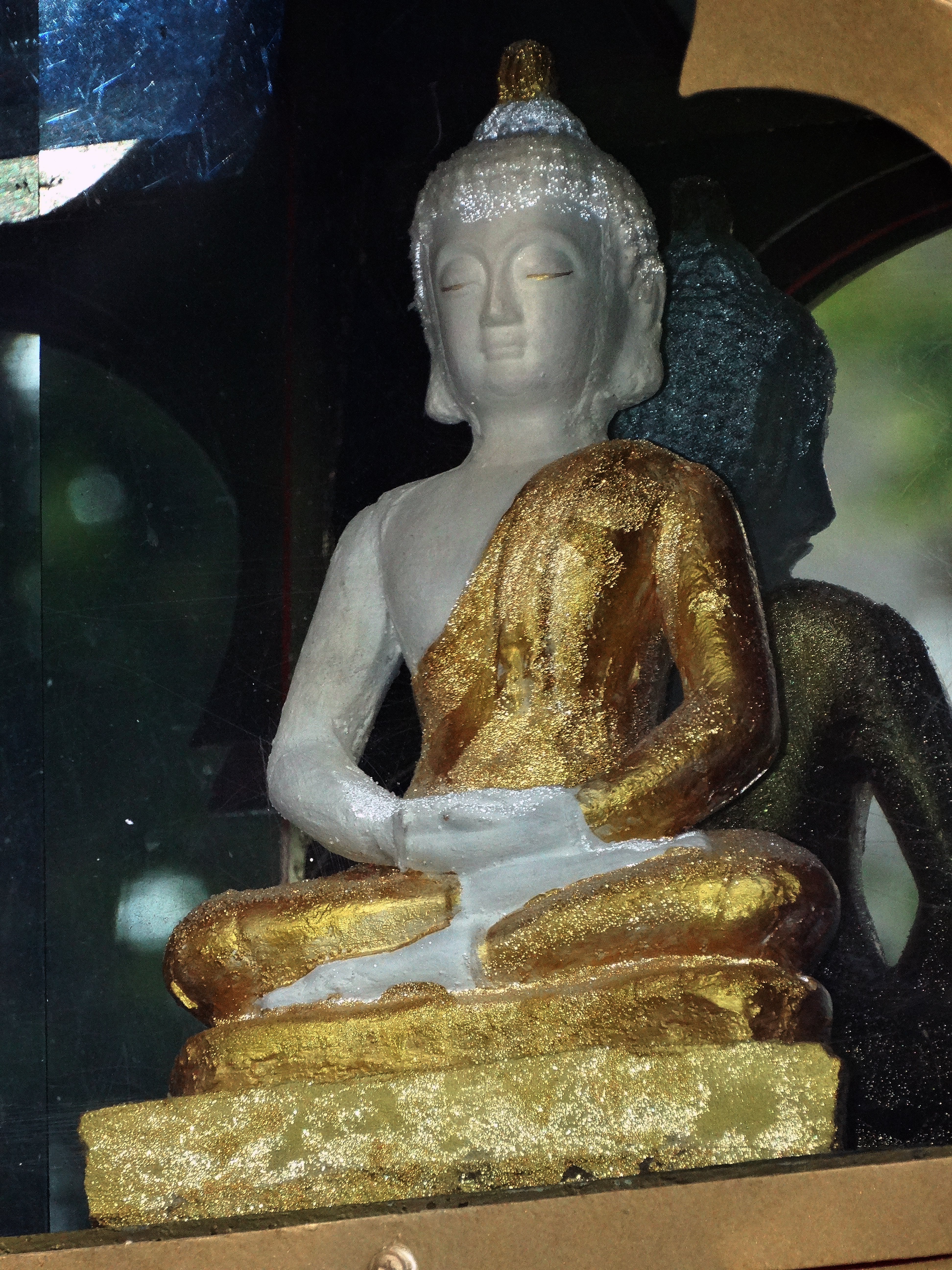
Терракотовая статуя Будды рядом со Ступой Лонгсал
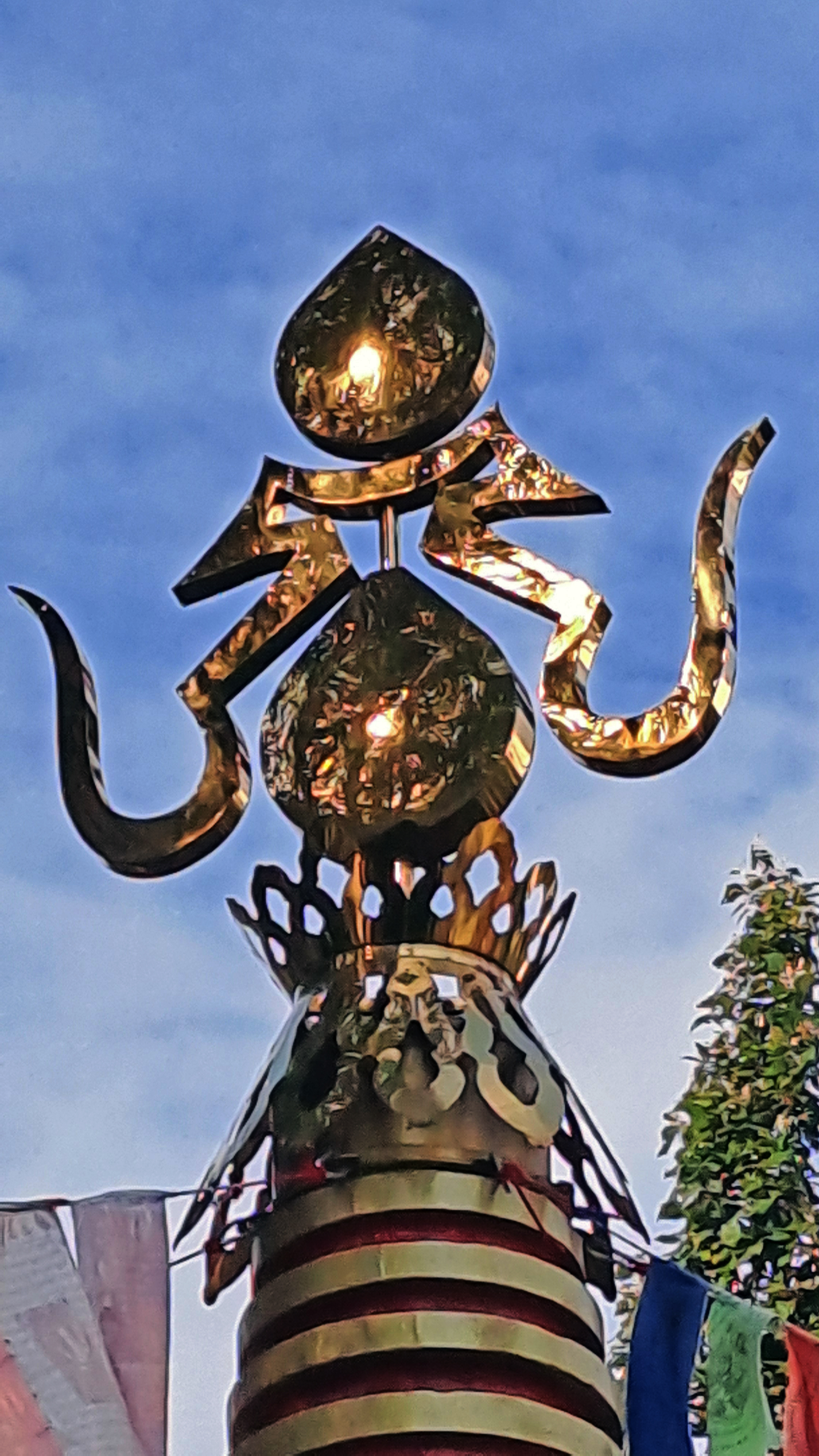
тибетский буддийский символ лонгсал. Ступа Лонгсал в Аллее Счастья, город Ижевск
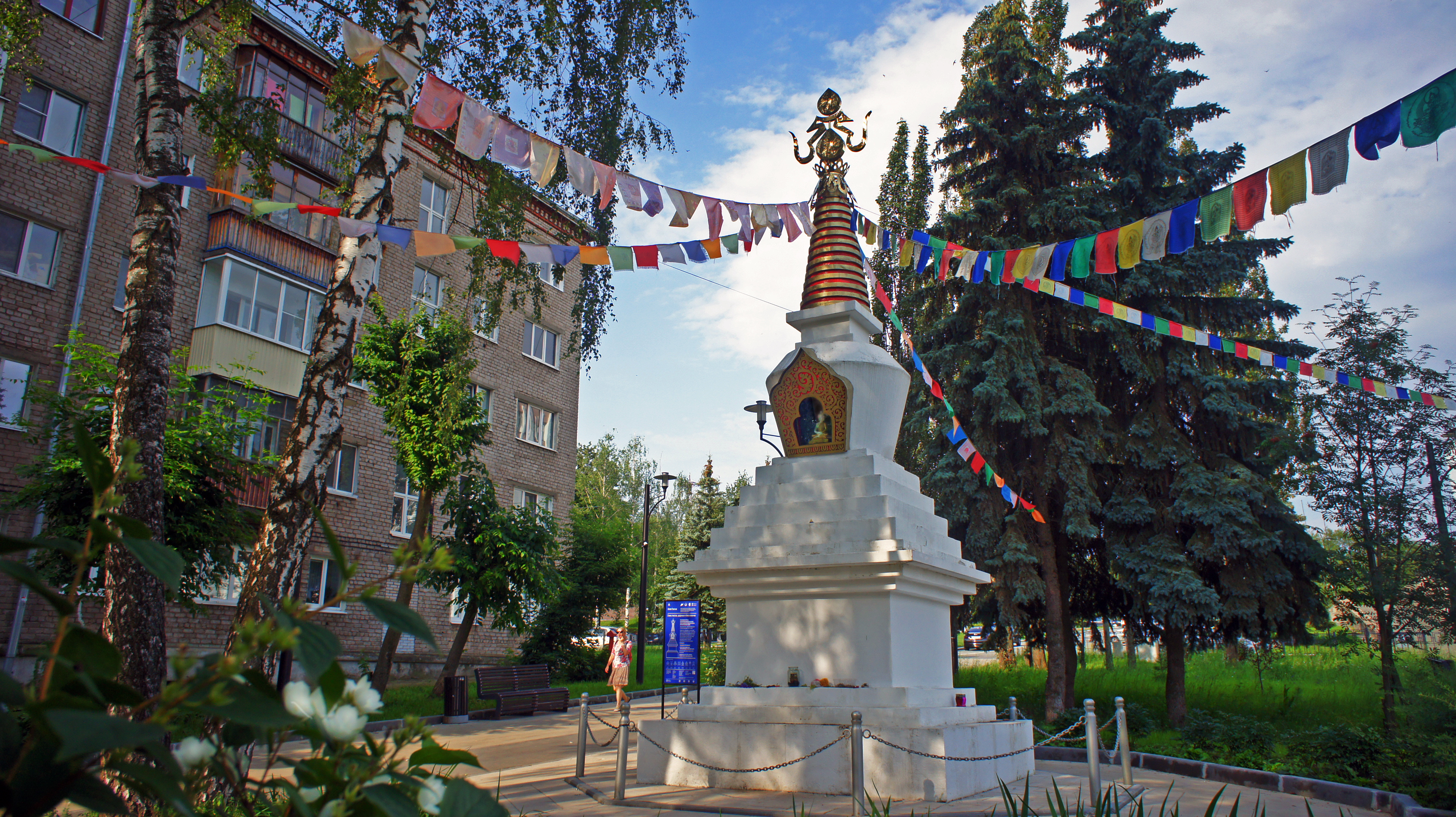
Декоративные элементы на Ступе Лонгсал
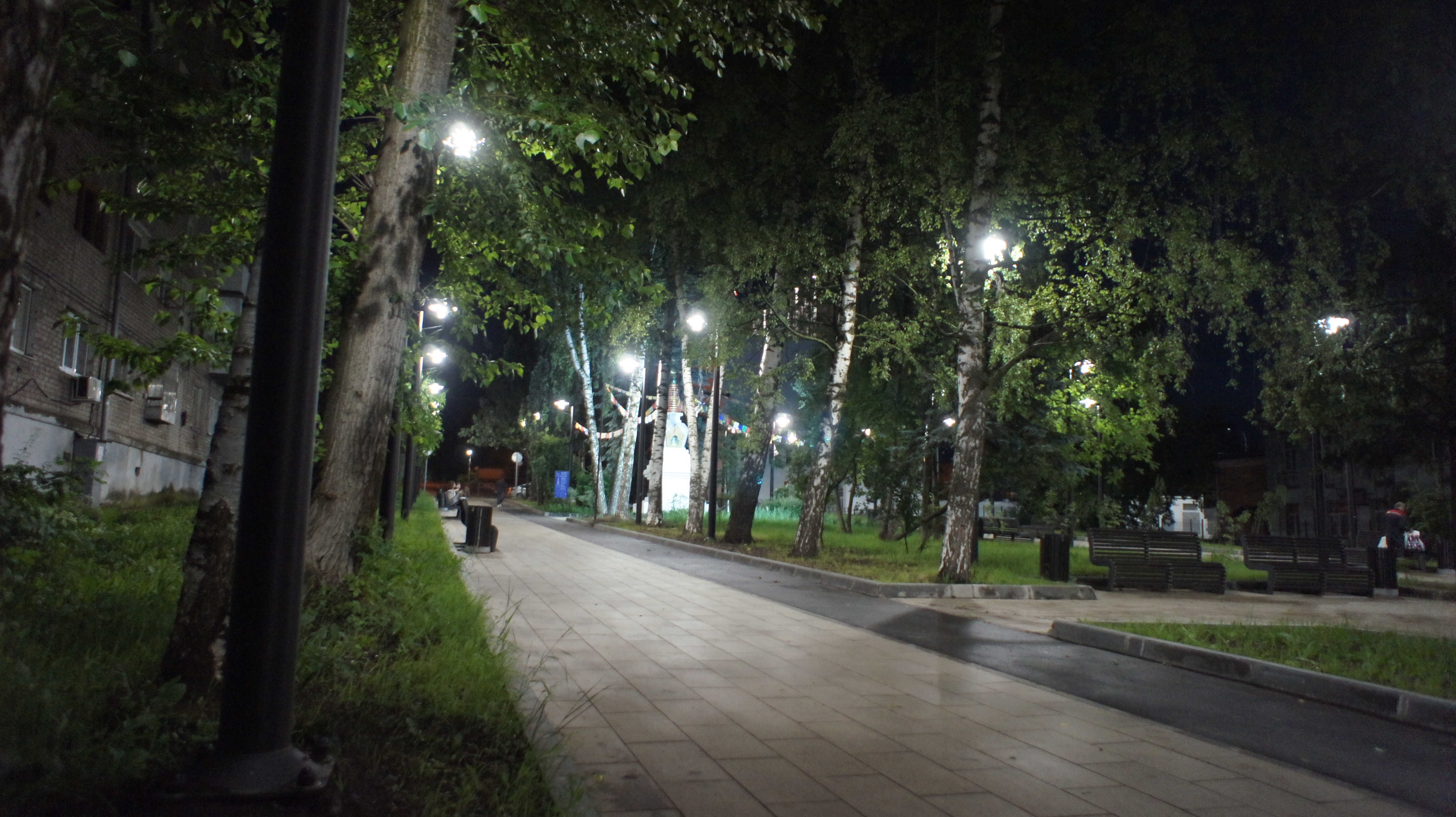
Вид на Аллею Счастья после захода солнца
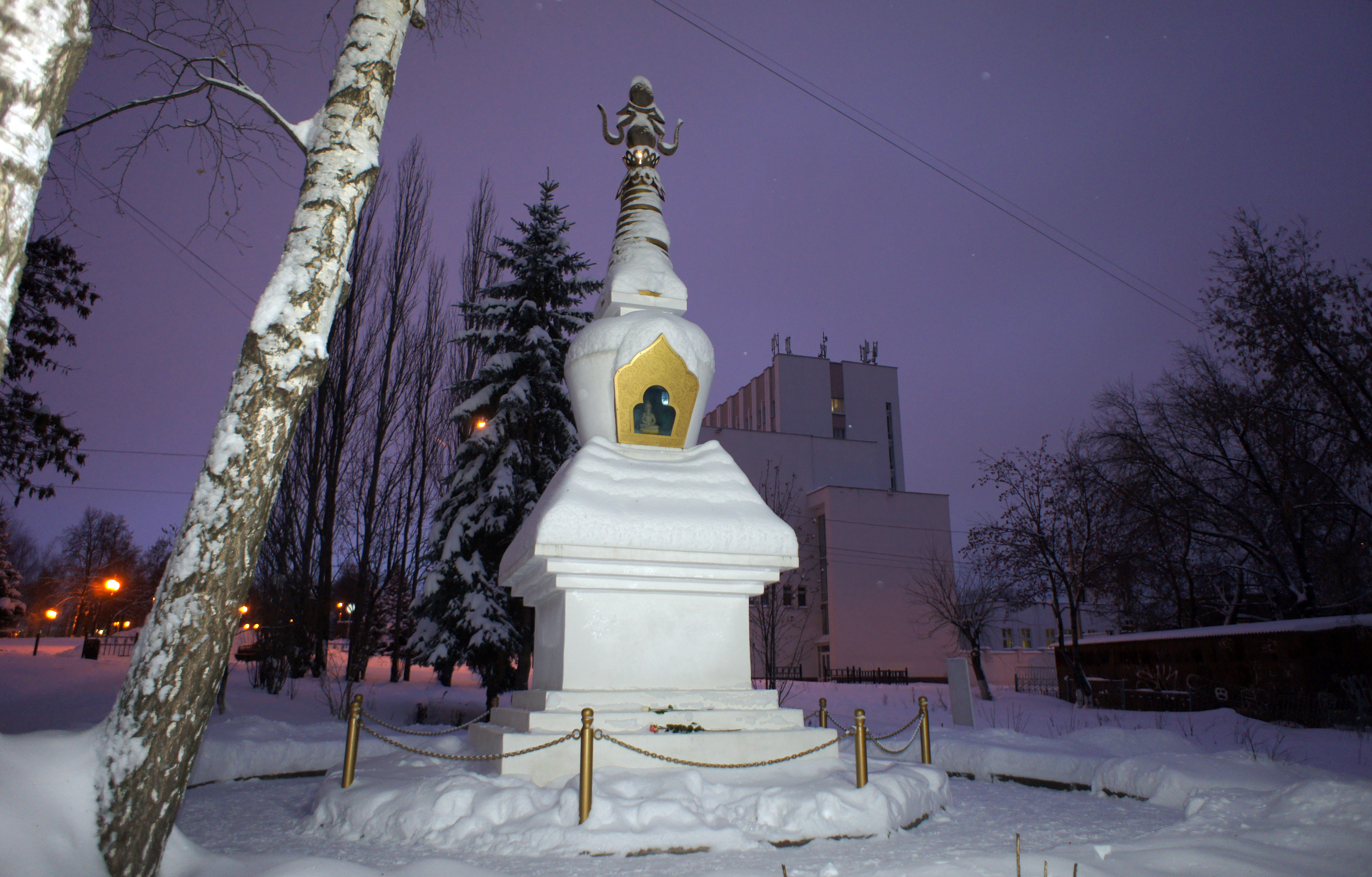
Зимний пейзаж со Ступой Лонгсал
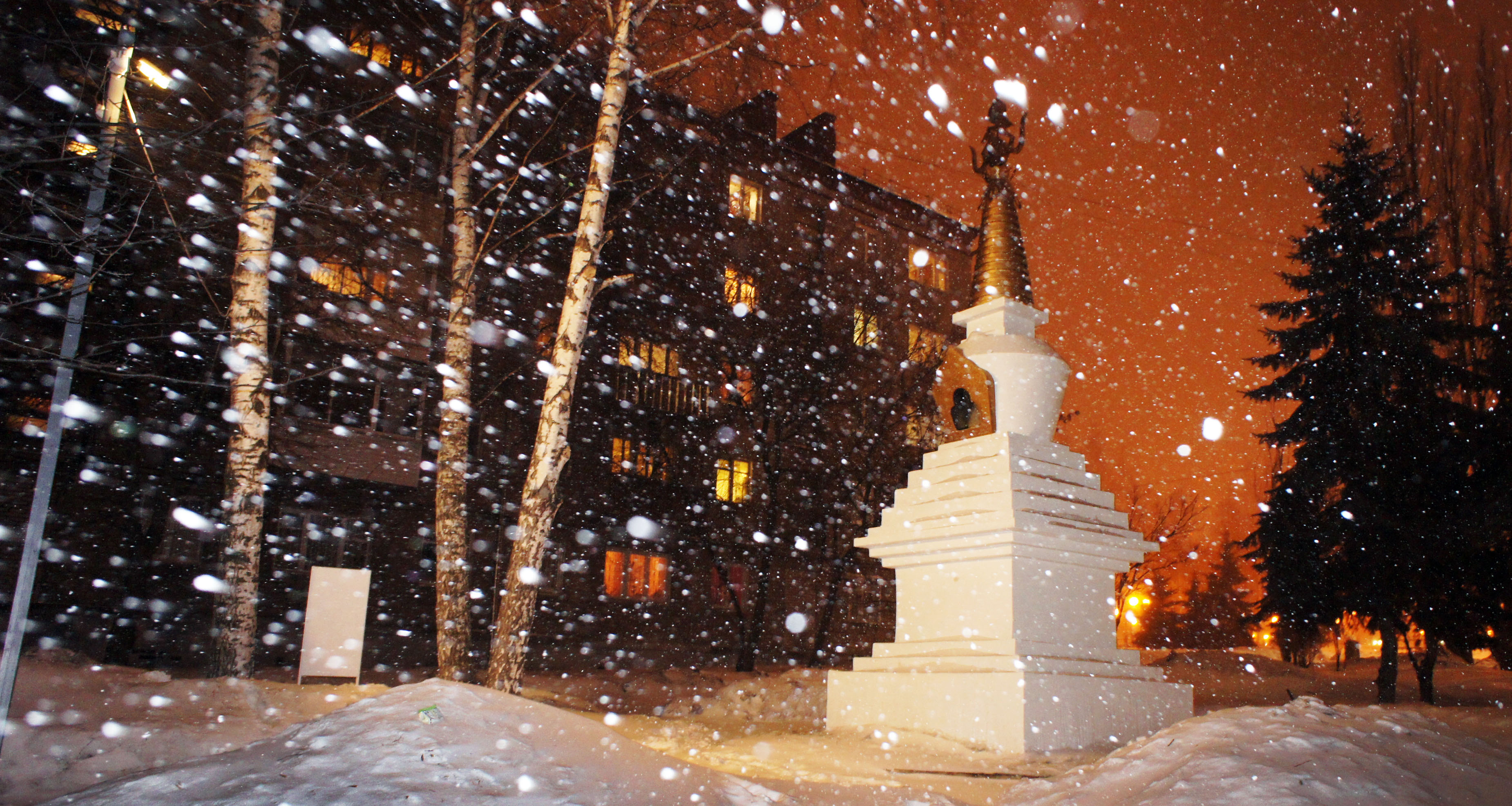
Ступа Лонгсал во время снегопада
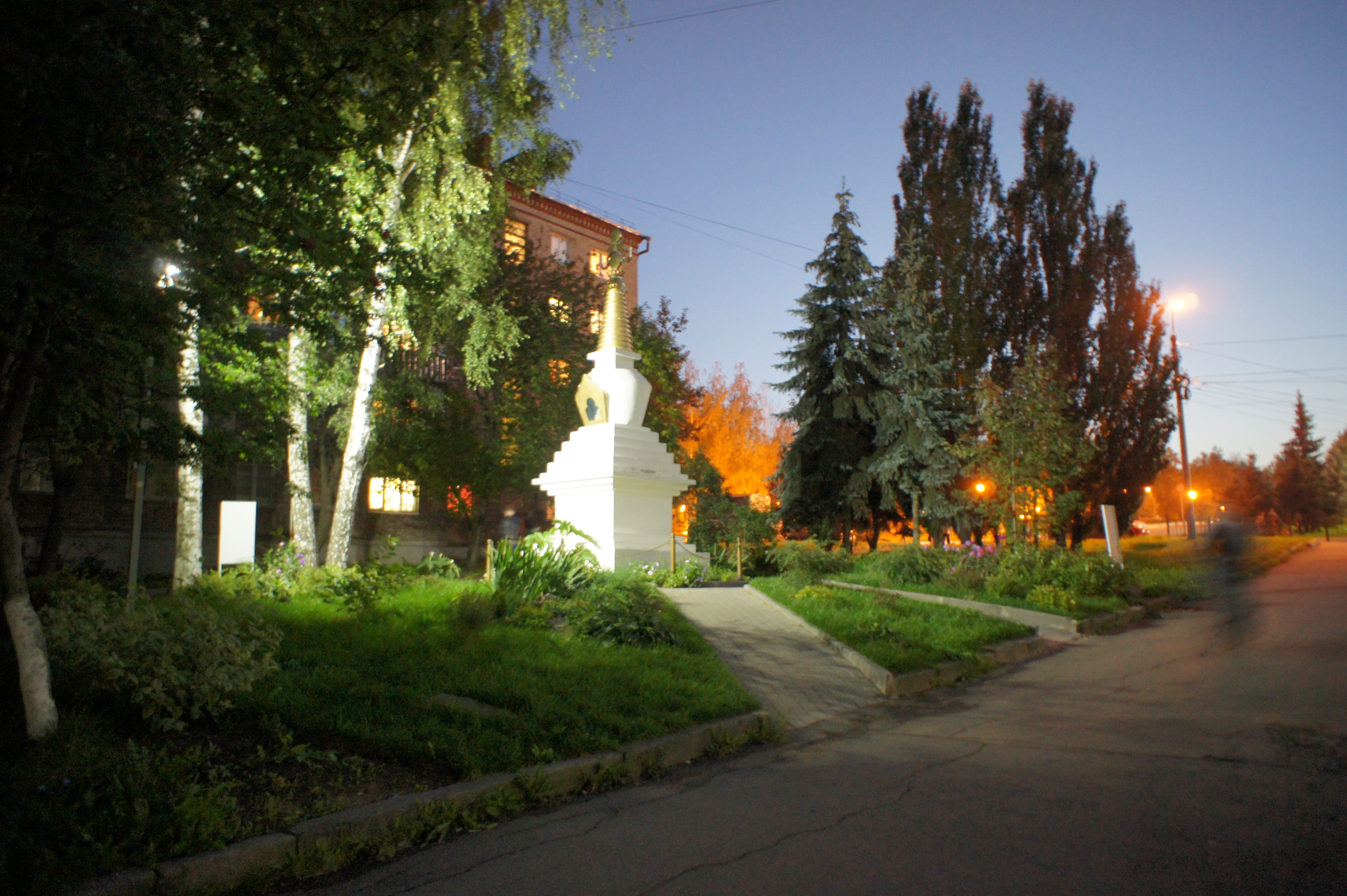
Ступа Лонгсал в вечерней подсветке